# Гульборгсунн (муніципалітет)
Гульборгсунн (дан. Guldborgsund Kommune) — комуна у регіоні Зеландія королівства Данія. Площа — 906.97км². Адміністративний центр муніципалітету — місто Нюкебінг Фальстер.

## Населення
Станом на 1 січня 2023 року населення муніципалітету становило 60 376 осіб.

## Міста-побратими
- Ійсалмі, Фінляндія[3]
- Гар'юмаа, Естонія[3]
- Лієпая, Латвія (1993)[3][4]
- Ойтін, Німеччина[3]
- Росток, Німеччина (2014)[5][6]